# ویلیام جی. مک‌کونل
ویلیام جی. مک‌کونل (به انگلیسی: William J. McConnell) سناتور سابق عضو حزب جمهوری‌خواه ایالات متحده آمریکا بود. وی در سال ۱۸۹۰ تا ۱۸۹۱ میلادی سناتور ایالت آیداهو در سنای ایالات متحده آمریکا بود.